# Фо Корнерс (Орегон)
Фо Корнерс (енгл. Four Corners) насељено је место без административног статуса у америчкој савезној држави Орегон.

## Демографија
По попису из 2010. године број становника је 15.947, што је 2.025 (14,5%) становника више него 2000. године.
| Група             | 2000.          | 2010.         |
| Белци             | 10.293 (73,9%) | 9.172 (57,5%) |
| Афроамериканци    | 184 (1,3%)     | 230 (1,4%)    |
| Азијати           | 258 (1,9%)     | 313 (2,0%)    |
| Хиспаноамериканци | 2.513 (18,1%)  | 5.381 (33,7%) |
| Укупно            | 13.922         | 15.947        |